# Viernes de webeo
«Viernes de webeo» es un sencillo de la banda mexicana de ska y rock en español Panteón Rococó y fue publicado en formato de disco compacto y vinilo en 2014 por la discográfica Sony Music Entertainment México.

## Lista de temas
Todas las canciones fueron compuestas por Panteón Rococó.

| Disco compacto |                    |          |  |
| N.º            | Título             | Duración |  |
| 1.             | «Viernes de webeo» | 3:19     |  |
| 2.             | «Nunca más»        | 3:30     |  |
| 6:49           |                    |          |  |

## Créditos
- Dr. Shenka — voz.
- Darío Espinosa — bajo.
- Hiram Paniagua — batería.
- Leonel Rosales — guitarra.
- Felipe Bustamante — teclados.
- Paco Barajas — trombón.
- Rodrigo Gorri Bonilla — guitarra.
- Missael — saxofón y zurna.
- Tanis — percusiones, zurna y cajón.